# كأس نيوزيلندا 1969
كأس نيوزيلندا 1969 (بالإنجليزية: 1969 Chatham Cup)‏ هو موسم من كأس نيوزيلندا. فاز فيه Eastern Suburbs AFC ‏.